# Elachista slivenica
Elachista slivenica is een vlinder uit de familie grasmineermotten (Elachistidae). De wetenschappelijke naam is voor het eerst geldig gepubliceerd in 2007 door Kaila.
De soort komt voor in Europa.